# Бококолосальні
Бококолосальні (Porellales) — порядок печіночників.